# 新金沢郵便局

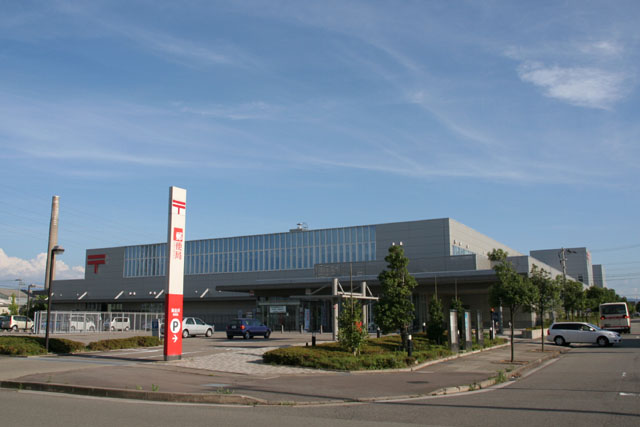
民営化前の新金沢郵便局

新金沢郵便局（しんかなざわゆうびんきょく）は、石川県金沢市新保本にある郵便局である。

## 概要
住所：〒921-8799 石川県金沢市新保本四丁目65-2
それまで金沢市の中心部にある金沢中央郵便局にて取り扱っていた地域区分局業務を郊外の北陸自動車道金沢西IC近隣にて行うとともに、金沢市内の南西部地域および野々市市全域の集配業務を取り扱う金沢南郵便局の郵便区の一部および金石郵便局の郵便区全域を移管する目的で開局した。
当初は金沢南郵便局の分庁舎「金沢南郵便局新保本庁舎（仮称）」として局舎の建設および開局の準備を進めていたが、最終的には郵便事業専門の独立した集配普通郵便局「新金沢郵便局」として開局した。このため、集配普通郵便局として存続する金沢南郵便局の郵便番号を「〒921-8799」から「〒921-8797」に変更し、新金沢郵便局が「〒921-8799」を使用することとなった。
なお、郵便事業専門の郵便局として開局したため、窓口は当初よりゆうゆう窓口のみ開設されている。
民営化に際し名称を「新金沢支店」に改称したが、2社統合に伴い名称を再度「新金沢郵便局」に改称した。

## 沿革
- 2002年（平成14年）10月7日 - 新金沢郵便局として開局。
  - 金沢中央郵便局より地域区分局業務を、金沢南郵便局より郵便区の一部および金石郵便局より郵便区の全域を移管。同日、金石郵便局を無集配特定郵便局に局種別改定。
- 2007年（平成19年）10月1日 - 郵政民営化に伴い郵便事業株式会社の支店となり、名称を新金沢支店に改称。
- 2012年（平成24年）10月1日 - 郵便事業株式会社と郵便局株式会社の統合に伴い日本郵便株式会社の郵便局となり、名称を新金沢郵便局に改称。

## 取扱内容
- 郵便番号上2桁が92の地域（宝達志水町沢川を除いた石川県全域および福井県あわら市吉崎）における地域区分局業務
- 金沢市の一部及び野々市市（〒920-03xx、〒921-80xx（〒921-803x、〒921-8045、〒921-8046を除く）、〒921-88xxの地域）の集配業務
- ゆうゆう窓口
- 風景印

## 付近
- 金沢新保本郵便局
- 国道8号
- 倉庫精練
- 北陸朝日放送
- 石川県農業会館